# Secesní architektura v Plzni
Tento seznam secesní architektury v Plzni uvádí některé významné secesní stavby ve městě Plzeň.

## Historie
Plzeňský rodák František Krásný, architekt tehdy žijící ve Vídni, se krátce před koncem 19. století s kolegou Josefem Hoffmannem zúčastnil soutěže o nové plzeňské městské divadlo. Ač jejich návrh ve stylu nastupující secese získal ocenění, plzeňští zastupitelé dali přednost konzervativnímu návrhu Antonína Balšánka. Soukromé investory ale nový styl zaujal a v Plzni vznikly na konci 19. století podle návrhů Krásného jedny z prvních secesních staveb ve střední Evropě.

## Seznam
Projekty Františka Krásného:
- Dům U Zlatého soudku z roku 1897 na rohu Smetanovy a Prešovské ulice, ve 30. letech 20. století byl přestavěn a původní fasáda zanikla. Zachovalo se celkové řešení domu, schodiště, interiéry a sousoší Jaroslava Maixnera. Jeho majitelem byl plzeňský měšťan Augustin Fodermayer
- Kestřánkova vila Marie z roku 1897 na rohu Karlovarské třídy a ulice Boženy Němcové, socha dudáka od Jaroslava Maixnera. Majitelem byl plzeňský měšťan a sládek Karel Kestřánek
- Dům čp. 140 z roku 1898 ve Smetanově ulici č. 3, nejzachovalejší, typický příklad rané secese, kdy stavba průčelí navazuje na historizující architekturu, ale doplňuje ji stylizovanou výzdobou z jednoduchých a geometrických dekorů
- Dům čp. 166 z roku 1898 ve Smetanově ulici č. 4, stavba pro sborového setníka Čeňka Kříže, dům s pamětní deskou

Mezi další secesní památky patří:
- Měšťanská beseda, společenský dům v Kopeckého sadech 13 z roku 1901 podle návrhu A. Čenského (novorenesanční budova se secesními prvky a interiéry)
- Dům čp. 283 z roku 1907 v Dominikánské ulici č. 7 s impozantní fasádou, dle návrhu Karla Bubly
- Kostel Panny Marie Růžencové s přiléhajícím klášterem dominikánů podle návrhu Antona Möllera z roku 1913 na Jiráskově náměstí
- Plzeň hlavní nádraží – budova z roku 1907 postavená v secesním slohu podle návrhu architekta Rudolfa Štecha
- Budova zastávky Plzeň-Jižní Předměstí – secesní budova z roku 1904

## Galerie

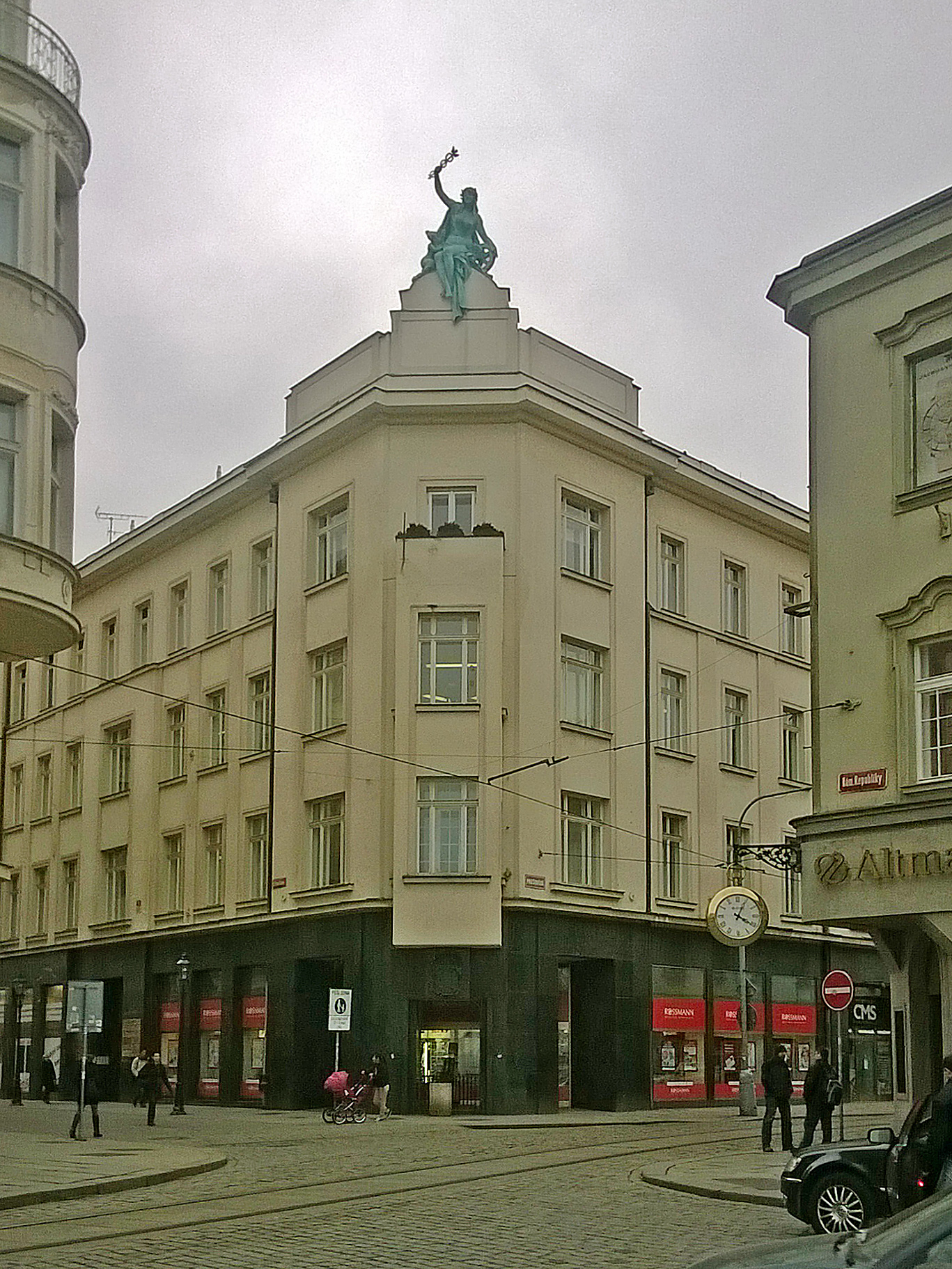
Dům U U Zlatého soudku, nároží
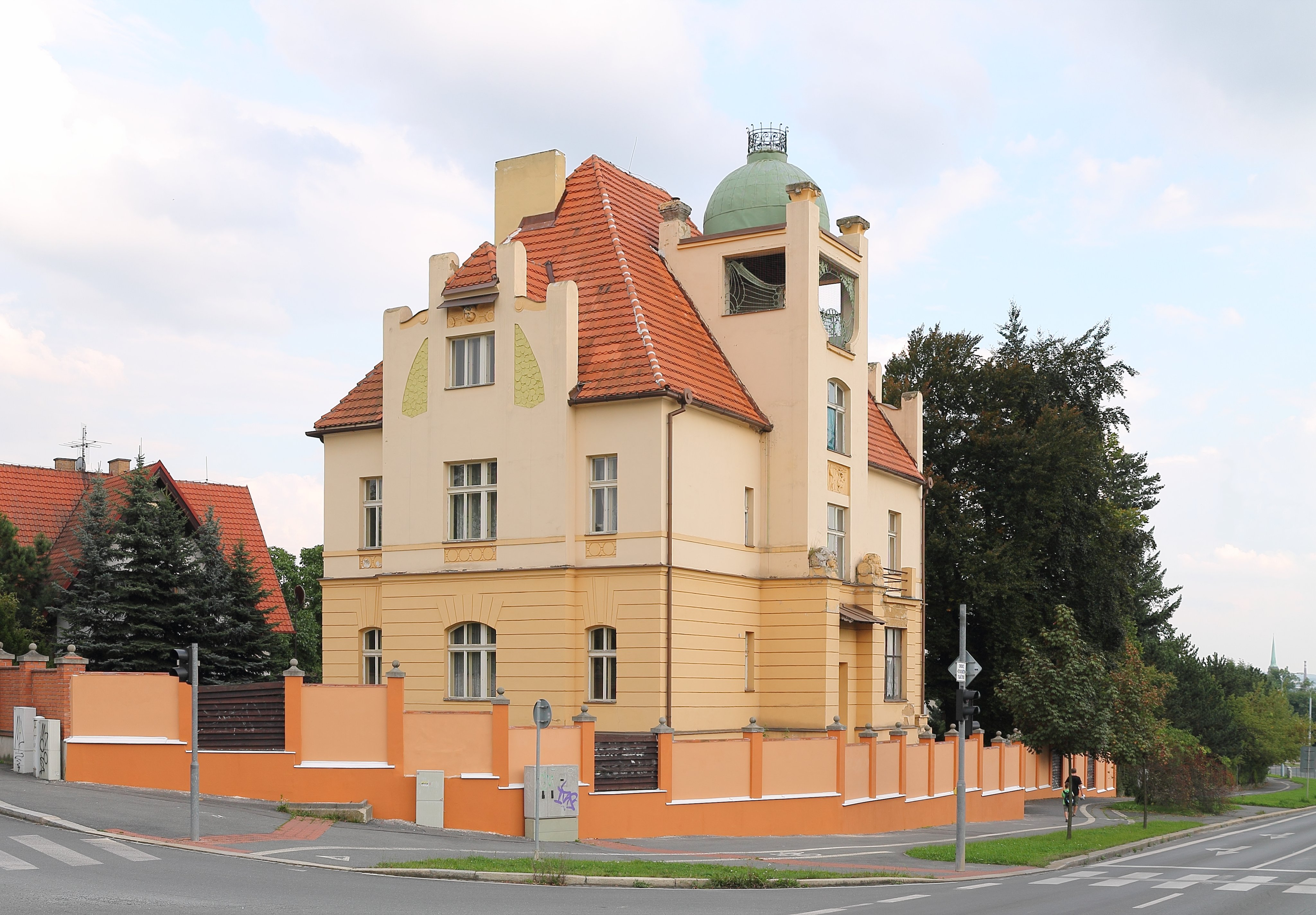
Vila Marie
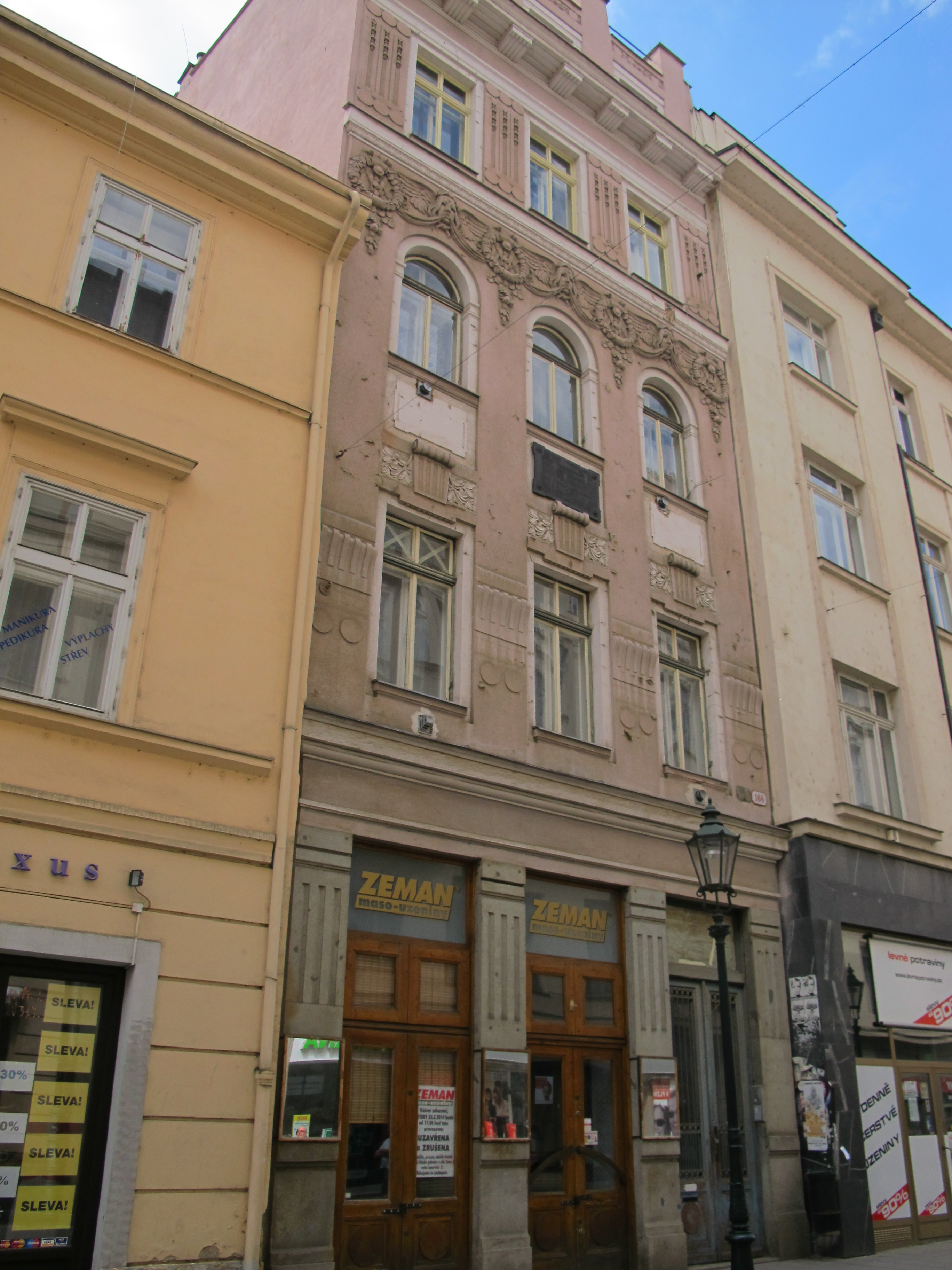
Dům čp. 166/4 ve Smetanově ulici
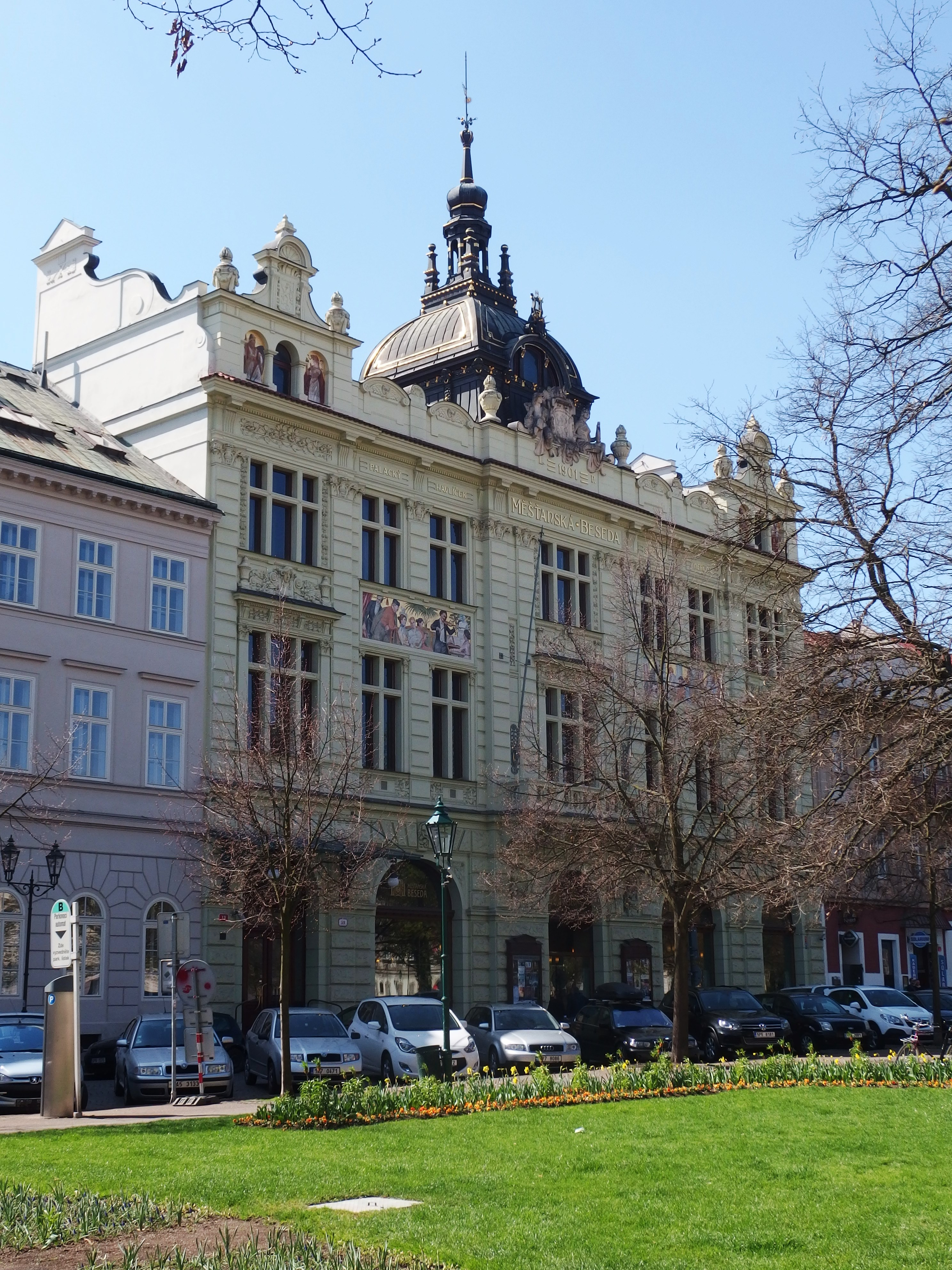
Měšťanská beseda
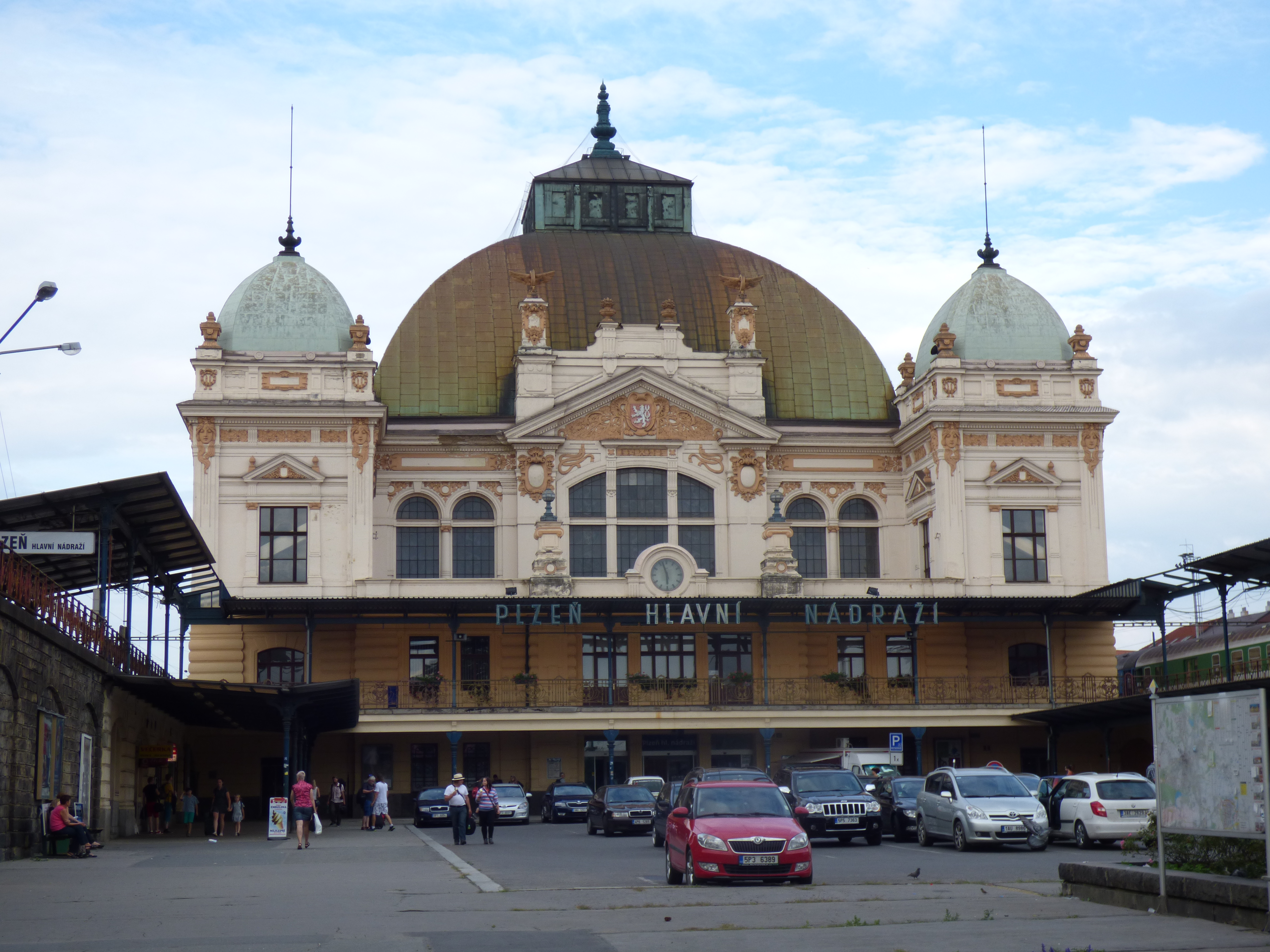
Hlavní nádraží
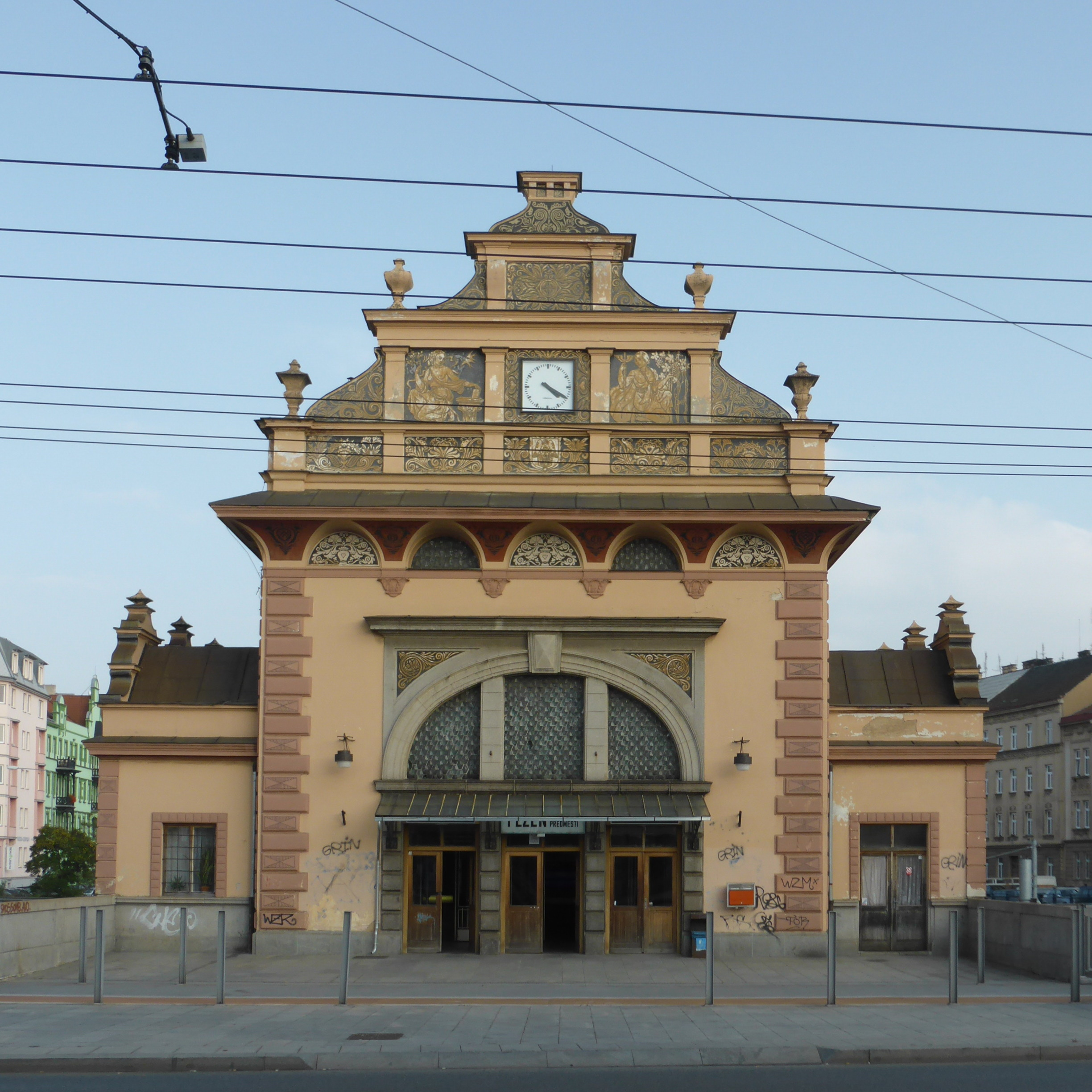
Zastávka Plzeň-Jižní Předměstí